# Camponotus kurdistanicus
Camponotus kurdistanicus é uma espécie de inseto do gênero Camponotus, pertencente à família Formicidae.